# 菲律賓浴血戰
《菲律賓浴血戰》（英語：They Were Expendable）是一部1945年上映的美國戰爭片，由約翰·韋恩和羅伯特·蒙哥馬利主演，敘述第二次世界大戰時菲律賓上美軍魚雷快艇第三小隊和日軍爆發衝突及一些人性故事。

## 劇情
1940年在馬尼拉灣上正在進行魚雷快艇部隊校閱，可惜並不被長官們看好，一日日軍機動部隊大舉來襲，魚雷快艇雖然擊退了日軍的攻勢，但基地以被日軍空襲而幾乎全毀。全體團員為小隊長的女朋友過生日，在這混亂的時局裡，因為戰爭的影響，人性扭曲、動盪不安心境轉折，呈現了反戰愁緒。而且巧妙的使得麥克阿瑟將軍出現於本片，最侯還引用了他的一句話：「我會再回來！」作為本片的結尾。

## 軼事
導演約翰·福特原本在第二次世界大戰時要振奮士氣的電影，但是出乎意料的，在拍攝的中途時，日本兩座城市廣島及長崎被投下原子彈，無條件投降，致使這部片是約翰福特導演的所有電影中最尷尬的一部。